# Flavoperla lucida
Flavoperla lucida är en bäcksländeart som först beskrevs av František Klapálek 1913.  Flavoperla lucida ingår i släktet Flavoperla och familjen jättebäcksländor. Inga underarter finns listade i Catalogue of Life.